# Memoriał Bronisława Idzikowskiego i Marka Czernego 2011
Memoriał im. Bronisława Idzikowskiego i Marka Czernego 2011 – 41. edycja turnieju w celu uczczenia pamięci polskiego żużlowca Bronisława Idzikowskiego i Marka Czernego, który odbył się dnia 14 września 2011 roku. Turniej wygrał Patryk Dudek. Po zawodach rozegrano biegi pamięci Jerzego Baszanowskiego.

## Wyniki
- Częstochowa, 14 września 2011
- NCD: Grzegorz Zengota – 67,05 w wyścigu 1
- Sędzia: Artur Kuśmierz

| Msc. | Zawodnik                | Klub         | Pkt |                 |  |
| ---- | ----------------------- | ------------ | --- | --------------- |  |
| 1    | (14) Patryk Dudek       | Zielona Góra | 13  | (2,3,3,3,2)     |  |
| 2    | (7) Tobiasz Musielak    | Leszno       | 13  | (3,2,3,2,3)     |  |
| 3    | (4) Grzegorz Zengota    | Zielona Góra | 12  | (3,3,2,1,3)     |  |
| 4    | (10) Artur Czaja        | Częstochowa  | 10  | (2,2,0,3,3)     |  |
| 5    | (15) Krystian Pieszczek | Gdańsk       | 10  | (u,3,2,3,2)     |  |
| 6    | (12) Rafał Malczewski   | Częstochowa  | 8   | (3,0,1,1,3)     |  |
| 7    | (13) Łukasz Sówka       | Ostrów Wlkp. | 8   | (3,3,1,wu,1)    |  |
| 8    | (9) Edward Mazur        | Tarnów       | 8   | (1,2,1,2,2)     |  |
| 9    | (5) Damian Adamczak     | Bydgoszcz    | 7   | (1,1,3,2,d)     |  |
| 10   | (16) Łukasz Kret        | Rzeszów      | 7   | (1,1,3,1,1)     |  |
| 11   | (8) Patryk Malitowski   | Wrocław      | 7   | (2,2,2,d,1)     |  |
| 12   | (2) Kacper Rogowski     | Zielona Góra | 5   | (2,0,0,3,w)     |  |
| 13   | (2) Hubert Łęgowik      | Ostrów Wlkp. | 5   | (t,1,2,0,2)     |  |
| 14   | (11) Damian Synowiec    | Częstochowa  | 3   | (t,0,t,2,1)     |  |
| 15   | (3) Emil Idziorek       | Ostrów Wlkp. | 1   | (0,1,0,0,0)     |  |
| 16   | (1) Adam Strzelec       | Zielona Góra | 1   | (1,0,dst,d,dst) |  |

Bieg po biegu
1. [67,05] Zengota, Rogowski, Strzelec, Idziorek
2. [67,99] Musielak, Malitowski, Adamczak, Łęgowik
3. [69,39] Malczewski, Czaja, Mazur, Synowiec
4. [68,25] Sówka, Dudek, Kret, Pieszczek
5. [68,20] Sówka, Mazur, Adamczak, Strzelec
6. [68,52] Dudek, Czaja, Łęgowik, Rogowski
7. [67,98] Pieszczek, Musielak, Idziorek, Synowiec
8. [67,89] Zengota, Malitowski, Kret, Malczewski
9. [70,89] Kret, Łęgowik, Strzelec, Synowiec
10. [69,05] Adamczak, Pieszczek, Malczewski, Rogowski
11. [67,66] Dudek, Malitowski, Mazur, Idziorek
12. [68,15] Musielak, Zengota, Sówka, Czaja
13. [68,53] Dudek, Musielak, Malczewski, Strzelec
14. [71,14] Rogowski, Synowiec, Malitowski, Sówka
15. [69,62] Czaja, Adamczak, Kret, Idziorek
16. [69,32] Pieszczek, Mazur, Zengota, Łęgowik
17. [69,63] Czaja, Pieszczek, Malitowski, Strzelec
18. [68,66] Musielak, Mazur, Kret, Rogowski
19. [69,81] Malczewski, Łęgowik, Sówka, Idziorek
20. [68,24] Zengota, Dudek, Synowiec, Adamczak

### Bieg pamięci częstochowskiego toromistrza Jerzego Baszanowskiego
1. [69,52] Czaja, Malczewski, Łęgowik, Synowiec[1]